# José Antonio Rodríguez Saavedra
José Antonio Rodríguez Saavedra, més conegut com a Toni (O Porriño, 4 de maig de 1968), és un exfutbolista gallec, que jugava com a migcampista.

## Trajectòria esportiva
Va debutar a la primera divisió amb el Celta de Vigo, la temporada 88/89. A Balaídos no va tenir massa oportunitats: eixa campanya jugà un partit, a la següent, tres, i la 90/91, amb el Celta a Segona Divisió, uns altres 8 partits.
Posteriorment, va militar a la SD Compostela, on va tenir cert protagonisme a la temporada de l'ascens a la màxima categoria: eixa 93/94 va aparèixer en 25 ocasions i va marcar dos gols. Però, amb prou feines jugaria a Primera amb els compostel·lans; tan sols 4 partits entre 1994 i 1997.